# Perseo e la Gorgone (Camille Claudel)
Perseo e la Gorgone (Persée et la Gorgone) è un'opera monumentale scolpita nel 1902 da Camille Claudel. Dal 2008, questo gruppo scultoreo su Perseo che decapita Medusa si trova al museo Camille Claudel di Nogent-sur-Seine.

## Storia

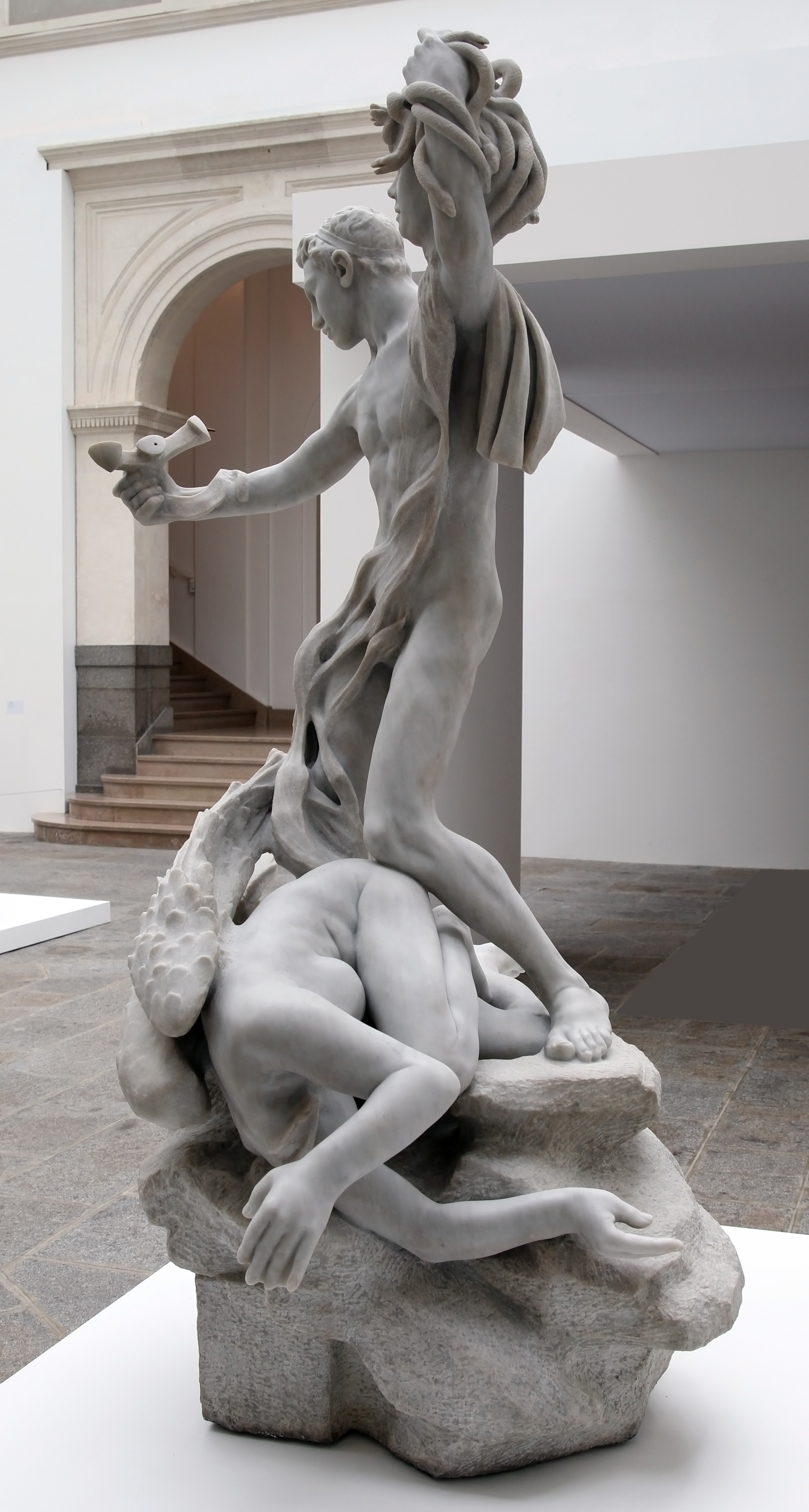
Vista laterale.

Il progetto di questo gruppo risale al 1897. Nel 1899, il gesso venne presentato al Salone della società nazionale delle belle arti. L'opera è l'unica di Claudel ad essere di grandi dimensioni, con 245 centimetri di altezza, 132 di lunghezza e 110 di profondità. Una versione in marmo venne commissionata dalla contessa Arthur de Maigret per il suo hôtel particulier nella rue de Téhéran ("via di Teheran") a Parigi.
Lo scultore François Pompon venne incaricato di occuparsi delle dimensioni dei marmo, che vennero ridotte (196 cm di altezza, 111 di lunghezza, 90 di profondità). Il marmo venne presentato al Salone della società nazionale delle belle arti del 1902. Il lavoro durò quattro anni, essendo frenato dalle difficoltà finanziarie di Camille Claudel.

## Descrizione
Perseo è il figlio di Zeus e di Danae, mentre Medusa è una delle tre gorgoni, dei mostri dai capelli serpentini. L'opera rappresenta il momento nel quale l'eroe ha appena tagliato la testa del mostro, che regge nella mano sinistra. Perseo guarda il suo scudo di bronzo, che gli funge da specchio, sul quale si riflette il capo di Medusa in modo da evitare il suo sguardo che conservava il potere di pietrificare chiunque. Nel suo stato attuale, l'opera ha perso il suo scudo di bronzo nel quale si rifletteva il viso della gorgone. La firma e il titolo dell'opera si trovano alla base.
Il corpo della gorgone alata giace ai suoi piedi, raggomitolato su sé stesso. La nudità di Perseo è coperta dal drappo che avvolge la testa della gorgone. Il corpo dell'eroe è lavorato in maniera realistica, come quello di Medusa, secondo la maniera accademica.

## Analisi
Nel suo libro La mia sorella Camille del 1951, Paul Claudel ritiene di riconoscere i tratti della Medusa, che lui definisce "decomposti": si pensa che stia dicendo implicitamente che Camille si era autoritratta nella testa della creatura. Per Marie-Jo Bonnet, si tratta di un sintomo di dissociazione operante nello spirito della scultrice tra l'artista e la donna, e quindi della sua colpevolezza nel creare. Ella ci vede anche un modo per far entrare in conflitto l'elemento maschile sociale, come la pratica artistica, con l'elemento femminile interiore e materno, pietrificante piuttosto che illuminante e terrificante, che bisogna uccidere.